# To Heart
『To Heart』（トゥハート）は、1997年5月23日にLeafから発売された学園ラブコメビジュアルノベル。

## 概要
本作は、サウンドノベルの手法を取り入れた「ビジュアルノベル」の『雫』『痕』により、マニアックな支持を集めていたアダルトゲームブランド「Leaf」によるシリーズ第3弾である。企画・原案・脚本を担当した髙橋龍也によれば、本作は当時に閉塞感のあったLeafの売り上げに貢献するよう企画されたものとのことで、マニアックな色彩の強い前2作と比較して、より広い客層にアピールする作品となっている。
アダルトゲームであったPC版から、アダルト要素を排除してのPlayStation移植とTVアニメ化を果たし、その後の美少女ゲームのメディアミックスの先駆けとなった。
『雫』『痕』が、サウンドノベルの元祖である『弟切草』から連なる流れを色濃く反映した、グロテスクな描写を用いたサスペンス調の作風であるのに対し、本作はライトノベルの雰囲気を取り込み、より大きなマーケットへの訴求を図った。この狙いが的中し、売り上げも増大する。

### 各媒体とTV版との関係について
髙橋龍也（企画・原案・脚本担当）曰く、当初は前作『痕』のコンシューマ移植が企画として動いたが実現せず、代わってソニーへ新規の企画を提案したのが本作『ToHeart』であった。
そのため、企画はPS版が先に動いたが、ソニーからの返事を待つうちにPC版が制作・発売に至り、その後に企画が通ってPS版の制作が始まった為に、作品リリースは企画提案と逆順となった。当時PSへの移植には本来タイトルを変更しないと通らないとされたところを、PC版・PS版が同じ『ToHeart』で発売されている理由は、そもそもPS向けの企画が先にあったためであり、同様に1999年のTVアニメ版はPC版ベースという扱いだと説明している。
なお、PC版・PS版のタイトルは同じ『ToHeart』であるが、『To』と『Heart』の間隔が変化している。タイトルロゴおよびテキストでの表記、それぞれにおいてPC版当時は『To Heart』（To/Heart間にスペース）、PS版当時は『ToHeart』（スペースが無い）である。
高橋によると、タイトルロゴについてはデザインとして間延びを嫌って空白を詰めたため、テキスト表記については媒体によって半角/全角/スペースなしと表記ブレが起き、都度修正を依頼するのが面倒でスペースを消して統一したためだという。
上記『To Heart』と『ToHeart』のロゴの違い（To/Heart間のスペースの有無）について、PC版・PS版でタイトルに変化が無い（一見「移植でありながらタイトルが変更されていない」かのように見える）ことと絡め、俗説として『PC版とPS版以降の移植作品を、スペースの有無を変えて別作品として扱うことで、タイトルを変更することなく移植を実現した』など語られることがあるが、高橋は上記の通りスペースの有無はデザインと校正の都合、タイトルが同一なのは移植ではないからだと説明している。

## 内容
青春恋愛群像として春休みをはさみ、主人公とその幼馴染みの学園生活を中心にして女子高校生達との触れあいが描かれている。

## 歴史
1997年
- 5月23日 - PC版発売

1998年
- 4月11日 - ラジオ番組『To Heart』放送開始（〜10月3日）

1999年
- 3月25日 - PlayStation版発売
- 4月1日 - テレビアニメ『ToHeart』放送開始（〜6月24日）
- 10月 - 豊嶋真千子Earthly Paradiseにてラジオドラマ『Piece Of Heart』放送
- 10月27日 - ドラマCD『Piece Of Heart』発売（2000年8月23日再発）

2003年
- 6月19日 - PC版のリニューアルパッケージが発売
- 6月27日 - 『To Heart PSE』発売

2004年
- 10月2日 - テレビアニメ『ToHeart Remember my memories』放送開始
- 12月28日 - この日発売の『ToHeart & ToHeart2 限定デラックスパック』に、本作のPlayStation 2版が同梱

2009年
- 7月30日 - この日発売の『ToHeart2 PORTABLE Wパック』およびその限定版に、本作のPlayStation Portable版が同梱

2011年
- 10月27日 - 『ToHeart2 PORTABLE Wパック』で同梱されていた、本作のPlayStation Portable版が『AQUAPRICE2800』(廉価版)として単独発売

2025年
- 6月26日 - Nintendo Switch、Steam向けにフル3Dリメイク版が発売。

## ゲーム作品
To Heart（Windows 95/98）
1997年5月23日発売。ソフ倫レーティング18禁。
LEAF VISUAL NOVEL SERIES Vol.3。
To Heart（リニューアルパッケージ）(Windows 98/Me/2000/XP)
2003年6月19日発売。ソフ倫レーティング18禁。
Windows Me/2000/XPに正式対応し、価格を値下げしたもの。内容は95/98対応版と同一。

ToHeart（PlayStation）
1999年3月25日発売。全年齢。
Windows版と比較して以下の点が変更されている。
- アダルトシーンの削除、それに伴い対象年齢を全年齢化。
- 全ヒロインのシナリオの修正および追加（修正度合いはヒロインによって様々で、数シーン追加されただけの者もいればほぼ全編に手を加えられた者もいる）。
- Windows版で登場しなかったキャラクターの追加。
- Windows版ではサブキャラだった「来栖川綾香」のシナリオを新規追加。
- 主人公以外フルボイス化。
- オープニング・エンディングの楽曲・ムービー変更（オープニングムービーはTVアニメ版の物を使用）。
- キャラクターの立ち絵の新規描画。
- Windows版に登場した曲は全曲アレンジ。新曲も追加。
- 放課後の行動選択時に、専用の画面を表示してどこに誰がいるのか分かるようになった。
- ミニゲームの追加（詳細は後述）。

など。
CD-ROM2枚組で発売されたが、DISC1とDISC2の違いは「オープニングムービーの有無（DISC1のみに有）」と「キャラクターボイスの入っている期間の違い（DISC1ではゲーム中の期間で最初から4月21日まで、DISC2では4月22日以降）」となっており、シナリオ自体は両方とも最初から最後まで収録しているため、キャラクターボイスなしでなら1枚のディスクでもプレイできる。また、あるヒロインはシナリオが4月21日で終了するため、DISC1のみで終始フルボイスでエンディングを見ることが可能。

ToHeart PSE（Windows 98/Me/2000/XP）
2003年6月27日発売。全年齢。
PS版を逆移植。以下の点が変更されている。
- ハードの変更による画像・音声のクオリティの上昇。
- 一部のセリフの変更。
- ミニゲームがプレイできるタイミングの変更（後述）。
- 放課後の行動選択時のデフォルメされたキャラグラフィックが変更されている。
- PS版でアレンジされて収録されていた楽曲が、18禁版と同様に戻った。また、ミニゲーム「○△□×」の楽曲がアレンジされた。その他の楽曲はPS版と同様。
- 文章のフォントの変更。

など。
「PSE」は「PS EDITION」の略。
パッケージは新規描きおろしで神岸あかりと長岡志保が描かれているが、当時水無月徹がすでにAQUAPLUSを退職していたため、あかりの絵も河田優が描いている。
ToHeart PSE 初回限定版
2003年6月27日発売。全年齢。
1万本限定生産。豪華ボックス付きパッケージ、シリアルナンバー付きテレホンカード、キャラクターミニスタンドポップが付属。

ToHeart（PlayStation 2）
「ToHeart&ToHeart2 限定デラックスパック」に同梱。
2004年12月28日発売。CEROレーティング15歳以上対象。（「〜限定デラックスパック」のデータ）。
「ToHeart」はCEROレーティング12歳以上対象。
基本的にはPSEの移植となっており、グラフィックや音楽などもそれに準じる。以下の点が変更されている。
- CEROの審査を受けた結果、12歳以上対象となる。
- ミニゲームのプレイできるタイミングがPS版と同様に戻る。
- 文章のフォントの変更。「ToHeart2」と同様になった。
- 志保シナリオ中でPS・PSEでは「それぞれの未来へ」のギターバージョンが流れる部分で、「それぞれの未来へ」の志保エンディングバージョンが流れる（スタッフロールにはギターバージョンのスタッフが記述されている）。

単品では発売されていない。

ToHeart PORTABLE（PlayStation Portable）
「ToHeart2 PORTABLE Wパック」および「〜Wパック限定版」に同梱。
2009年7月30日発売。CEROC。
以下の点が変更されている。
- PSPの画面サイズ｢16:9｣に対応。｢4:3｣に変更も可。
- 4月29日がみどりの日から昭和の日に変更されている。

ToHeart PORTABLE AQUAPRICE2800（PlayStation Portable）
2011年10月27日発売。CEROB。
廉価版パッケージ「AQUAPRICE2800」として発売。2013年5月30日よりPlayStation Storeでのダウンロード販売が開始された。
「ToHeart2 PORTABLE Wパック」および「〜Wパック限定版」に同梱の「ToHeart PORTABLE」の単独販売版。
ToHeart（リメイク版）
2025年6月26日発売。ロゴが新しく制作されている。担当声優は変更されており、新規にキャスティングが行われている。オリジナル版のボイスも収録されており、オリジナル版とリメイク版で自由に切り替えが可能。

## 登場キャラクター
担当声優はPS版にて初めてキャスティングされた。ゲーム版（オリジナル版）およびその関連作品 / リメイク版の順番に表記。特筆ない限りはオリジナル版での配役。
主人公の呼び方について、初期状態の場合は【】内の呼び方となり、それ以外の場合はプレイヤーがつけた名前に対して「」内の法則が適用される。

### メインキャラクター
藤田 浩之（ふじた ひろゆき）
声：一条和矢（アニメ版・ドラマCD版） / 坂田将吾（リメイク版）
主人公。ゲームでは初期状態はこの名前だが、プレイヤーが好きな名前を付けることができる。また、PS、PSE、PS2、PSP版では名前をこのままにしておくと、他のキャラが名前とあだ名まで音声付で呼んでくれる。ゲーム中の選択肢の選び方によって多少変化するものの、どのような相手でも分け隔てなく対応し、嫌味を感じさせない“いい奴”であり、付き合いも広い。神岸あかり・佐藤雅史とは幼馴染で、長岡志保も中学からの付き合いであり、4人で行動することが多い。普段は何事にも無関心だが、気になる人間はどうにも放っておけない。特に迷子に関しては特別な思い入れがある。休み時間にカフェオレを買って飲むのが毎日の習慣。Leafアミューズメントソフト「初音のないしょ!!」収録のゲーム「LEAF FIGHT 97」にてビジュアルが設定され、ゲーム中の描写を反映してやや目つきの悪い顔立ちとなっている。
本人が思っているよりずっと優秀な人物であり、幼馴染のあかりや雅史には「本気を出したら絶対に敵わない」と評価されており、ごく短期間の練習でもそれなりのボクシング技術を身に付けたりと、その才能を発揮するシーンも存在している。
 神岸 あかり（かみぎし あかり）
声：川澄綾子 / 市ノ瀬加那
誕生日：2月20日、血液型：O型、星座：うお座、身長：157cm、年齢：16歳、3サイズ：79/59/84、主人公の呼び方：「[名前]ちゃん」【浩之ちゃん】、テーマ曲：「あなたの横顔」
ゲームのメインヒロイン。主人公の幼なじみであり同級生。主人公のことを「ちゃん」付けで呼び、好意を寄せているが主人公は気づかないようにしている。毎日迎えに来て一緒に登下校を行い、主人公の部屋で一緒に試験勉強をするのが恒例。大人しい性格だが面倒見がよく、誰からも好かれており異性からの人気も密かに高い。初めは三つ編みだが、展開によりショートヘアになる。無類の熊好きで、彼女の部屋には熊のグッズが並べられている。料理が得意。
 長岡 志保（ながおか しほ）
声：樋口智恵子 / ほたかける
誕生日：11月7日、血液型：B型、星座：さそり座、身長：160cm、年齢：16歳、3サイズ：86/56/85、主人公の呼び方：「[あだ名]」【ヒロ】、テーマ曲：「マイ・フレンド」
主人公の同級生で中学からの悪友。主人公の幼なじみ・あかりとは大の仲良し。勉強が嫌いで補習常連だが、ゲームとカラオケはやたら上手い。流行に敏感であちこちに「志保ちゃん情報」という話を広めて回るが、内容はあくまで噂話に過ぎないものであることが多く、しばしば周囲のひんしゅくを買っている。そのため、「校内の歩くワイドショー」という通り名までついている。快活で天真爛漫な彼女だが、実は大の親友思い。主人公とはお互い男女を越えた付き合いで、全キャラの中で唯一主人公をあだ名で呼ぶ。作品内の投稿ラジオ番組『Heart to Heart』のリスナーであり、ラジオネームは「いちごミルク」。PS版への移植に当たり、大きくシナリオが変更されたキャラクターの1人。
 HMX-12“マルチ”
声：堀江由衣 / 羊宮妃那
3月19日ロールアウト、星座：うお座、身長：147cm、3サイズ：68/52/73、主人公の呼び方：「[名前]さん」【浩之さん】、テーマ曲：「夢見るロボット」
来栖川重工（もしくは来栖川エレクトロニクス）で一般家庭向けメイドロボットとして開発されたアンドロイド。試作機のAIには「感情表現に対するフィードバック」および「人間とのコミュニケーションにおけるAIへの影響」に関する実証試験のために「感情」が試験的にインストールされているため、ロボットとは思えない行動をとるだけでなく「夢」すら見る。しかし、主人公が通う学園で実施されたこの実証試験の結果、興奮状態になった場合にOSや機体にかかる負荷が大きく、場合によっては機能停止に陥ることや、量産化の際に「“作業機械”に感情は必要ない」という上層部の判断もあったことから、高性能機種であるHMX-13“セリオ”の廉価版メイドロボとして不必要な機能は排除されたため、量産型の感情表現機能はセリオと同じ程度になっている。ロボット三原則はインストールされていない（ただし、マルチ自身、元々争い事などを好まない素直な性格なのでインストールされているのとあまり変わらない）。また、試作機には普通の人間と同じ外見の“耳”があるが、アンドロイドとしての特徴を際立たせるため「ギアレシーバー（アンテナ型のヘッドギア、『Remember〜』ではイアーレシーバーと長瀬主任は発言）」を装着させている。食事は採らず、動力源は家庭用電源からの充電に依るが、補助的に水素発電も行っており、生じた水はトイレで排泄を行う。
ドジや失敗が多いものの、健気で一生懸命なところがあり、主人公はその姿を見て興味を抱くようになる。
アニメ『〜Remember my Memories〜』では物語のキーパーソンになっている。
続編である『ToHeart2』の開発においても彼女の影響は強く、「メイドロボを登場させない」「ヒロインを緑髪（マルチの髪色）にしない」といった、マルチとイメージが重複するキャラクターを作らない方針が採られた。メイドロボに関しては原画のみつみ美里の強い要望によってサブキャラとして登場した。また、『ToHeart2』本編中においてもキャラクターのセリフ中に名前が登場しており、数少ない『2』において名前が登場する本作のキャラクターの一人となっている。容姿が松原葵と似ているがマルチのほうは後ろ髪が少し長く前髪を揃えている。
型式番号の「HMX」は「HomeMaid（ホームメイド）」から取られており（『Remember〜』ではHumanMaiden《ヒューマンメイデン》の略だと長瀬主任は発言）、試作機には「HM」の後に試作機であることを示す共通コード「X」が付けられている（来栖川グループ製のメイドロボに関しては全機種共通で、試作機は「HMX-○○」、量産型は「HM-○○」という型式番号が付けられることになる）。
好意を持つ人物に頭を撫でられることをとても好む。主人公の藤田浩之に頭を撫でられると顔がポッと赤くなり、可愛らしい表情を見せる。
 保科 智子（ほしな ともこ）
声：久川綾 / 長久友紀
誕生日：9月10日、血液型：A型、星座：おとめ座、身長：161cm、年齢：16歳、3サイズ：88/57/85、主人公の呼び方：「[名字]くん」【藤田くん】、テーマ曲：「彼女の憂鬱」
主人公の同級生で神戸市出身。両親が離婚し、母親とともに関東に引っ越してきた。関西弁を話し、眼鏡をかけ、髪をかなり緩めの三つ編みにしている。成績優秀で教師からの信頼も厚いが、周りからは浮いた存在となっていたためにいじめの対象となってしまう。また、クラス委員長の立場も、半ばいじめの一環として押し付けられたものである。誰にも相談できずに思い悩んでいたが、何かにつけて話しかけてくる主人公が気になっていく。プライベートでは眼鏡を外し、三つ編みも解いている。堅いイメージがあるがファッションのセンスはよく、私服での印象は普段とかなり変わる。ゲーム中1・2を争う巨乳。そのため肩凝りが悩みの種。通称委員長（または「いいんちょ」）。「Remember〜」では、唯一、あかりとマルチ以外でアイキャッチに登場している。また両作のアニメとも彼女が心を閉ざした理由を話す場面がある。
 来栖川 芹香（くるすがわ せりか）
声：岩男潤子 / 佐藤愛純
誕生日：12月20日、血液型：O型、星座：いて座、身長：159cm、年齢：17歳、3サイズ：84/54/87、主人公の呼び方：「[名前]さん」【浩之さん】、テーマ曲：「お嬢様はエレガント」
主人公と同じ学校に通う1年先輩の17歳。「マッチ一本からロケット開発まで」または「ゆりかごから墓場まで」と言われる、来栖川グループのお嬢様。妹に来栖川綾香がいる。妹と違い、小さいころは、まるで皇族のような生活を送っており、常に一人ぼっちだったため、控えめな性格でぼーっとしていて、なにを考えているかわからないが、好きになった相手には控えめながらしっかりと自分の想いを伝える。またスキンシップ（頭をなでる）も大変多く、大胆なアプローチをとることが多い。
彼女のセリフはそのほとんどが「……」で、それを主人公が「え？○○だって？」と聞き返し、それに頷くという形で表現される。そのため無口なキャラと認識されることもあるが実際には声が小さいだけでうち解けた相手には饒舌、主人公が復唱したものも全てカウントした場合シナリオ中で発するワード数は他のヒロインに勝るとも劣らない。
子供の頃に、書斎で見つけた本から興味を抱いた黒魔術が趣味。昼休みには中庭で昼食を済ませた後に、日向ぼっこすることを習慣にしている。主人公とは偶然ぶつかったことから交流が始まる。「Remember〜」では来栖大学の1年生となり、出番は少なめ。
 宮内 レミィ（みやうち レミィ）
声：笠原留美 / 深田愛衣
誕生日：12月21日、血液型：A型、星座：いて座、身長：174cm、年齢：16歳、3サイズ：92/59/86、主人公の呼び方：「[名前の読み（ひらがなはカタカナに変更される）]」【ヒロユキ】、テーマ曲：「Smiling」
主人公の同級生で金髪碧眼の日米ハーフ娘。高校生とは思えないほど発育しているスタイルを持つ。フルネームはレミィ・クリストファー・ヘレン・宮内 (Lemmy Christopher Helen Miyauchi) 。実は幼い頃主人公と出会っていたが、当時はいじめを防ぐ意味で髪の毛を黒く染めていたため、そのことに主人公は気づいていなかった。ファミレス「ブルースカイ」でアルバイトしている。本人曰く「日本の文化のケンキュー」として高校では弓道部に所属する。ただし猟が得意だったために、動く的は百発百中だが止まっている弓道用の的には全く当てられないという妙な特性があり、成績は芳しくない。PC版では、時々日本では狩りが出来ないことによるストレスから禁断症状が出て、校庭のスズメや主人公に弓を向けることがある。ペットとしてハムスターの「ジョニー」や、犬の「ジュリー」を飼っている。主人公曰く、「自分を呼び捨てにする女性は母とレミィのみ、『女の子』ならレミィ一人だけ」（ただし、この発言の後に登場する来栖川綾香も主人公を呼び捨てにするので、主人公を呼び捨てにする女の子は2人になる）。PS版製作当初、野性的なキャラクターにリニューアルする案もあったが、アニメ版1期との兼ね合いなどの理由で現状のままになったという経緯がある。PS版への移植に当たり、大きくシナリオが変更されたキャラクターの1人。
 松原 葵（まつばら あおい）
声：飯塚雅弓 / 白砂沙帆
誕生日：1月19日、血液型：A型、星座：やぎ座、身長：153cm、年齢：15歳、3サイズ：72/57/79、主人公の呼び方：「[名字]先輩」【藤田先輩】、テーマ曲：「晴れのちVサイン」
主人公の1年後輩で、格闘技が得意なスポーツ少女。真面目で正直な性格。しかし、周囲の「普通の女の子」と違う自分に不安も感じている。空手に打ち込んでいたが、来栖川綾香と出会い惹かれ、彼女が始めた異種格闘技「エクストリーム」の大会を目指すようになる。体格はさほど優れているわけではないが、実力はかなりのもの。また、綾香は自身を追い抜くだけの秘めた力を持っていると認めている。しかし大舞台になると緊張して実力を出せなくなると言う弱点を抱えていた。学園で同好会を設立しようとしていた時主人公とたまたま出会い、興味本位でエクストリームを始めた主人公と共に設立を目指すことになる。PC版では練習時は上が制服で下がブルマーという格好だったが、PS版やアニメ版では上も体操着に変更されている。アニメ版の「Remember〜」では、エクストリームの大会にて激闘の末、ついに綾香に勝利した。
「Remember〜」での会話から、一度綾香と試合をして負けている模様。また、7話の描写でゲームセンターのパンチングマシーンにて218kgを記録している。
 姫川 琴音（ひめかわ ことね）
声：氷上恭子 / 貫井柚佳
誕生日：10月9日、血液型：B型、星座：てんびん座、身長：156cm、年齢：15歳、3サイズ：77/54/78、主人公の呼び方：「[名字]さん」【藤田さん】、テーマ曲：「言えないチカラ」
主人公の1年後輩で北海道の函館出身。中学時代から少しずつ能力に目覚め、高校では入学早々から不思議な力を持っていると噂されるミステリアスな超能力少女。超能力を自分の意志でコントロールすることができず、その力が原因で周りからも気味悪がられている。口数も少なく、他人には滅多に心を開こうとしないが、それは自分の力のせいで周りの人を傷つけないようにするための手段であり、元々は動物好きの心優しい少女だった。なんとか力になろうとする主人公に、徐々に惹かれ始める。のちにある程度自身の意志で使いこなせるようになった。大人しい性格だが、頑固なところもある。好物はじゃがバター。動物の中では特にイルカが好きである。PC版では「念動力」、アニメでは「予知能力」の超能力を持つ。作品内の投稿ラジオ番組『Heart to Heart』のリスナーであり、ラジオネームは「ねこっちゃ」。PS版への移植に当たり、大きくシナリオが変更されたキャラクターの一人。登場人物の中で唯一作品によって設定が異なり、アニメ版第1期では７話に初登場。浩之ではなく雅史に恋しており、雅史の試合で雅史の不幸を予知し、助けることができた。「Remember〜」ではエクストリーム同好会のマネージャーとなって葵を支えている。7話では浩之に告白するも失恋する。
 雛山 理緒（ひなやま りお）
声：大谷育江/寺澤百花
誕生日：6月3日（PS版は11月24日）、血液型：B型、星座：いて座、身長：155cm、年齢：16歳、3サイズ：70/54/76、主人公の呼び方：「[名字]くん」【藤田くん】、テーマ曲：「エール!」（PC版では固有のテーマ曲がなく、登場シーンでは「なんて愉快!」が使われていた）
神岸あかりのシナリオクリア後にゲームに登場するキャラクター。主人公の同級生。2本の触角と2つに縛った後ろ髪が特徴。1年生の頃から想っていた主人公に突然告白するなど突飛な行動をとる。家庭事情により様々なアルバイト活動に日夜励んでいる。マルチと同じくドジキャラ。作品内の投稿ラジオ番組『Heart to Heart』のリスナーであり、ラジオネームは「ラッコガール」。PC版では隠しヒロインという位置づけもあって、シナリオ量が極めて少なかったが、PS版以降ではシナリオの大幅な変更により、シナリオ量もそれなりになった。
 来栖川 綾香（くるすがわ あやか）
声：岩男潤子/佐藤愛純
誕生日：1月23日、血液型：O型、星座：みずがめ座、身長：161cm、年齢：16歳、3サイズ：88/56/85、主人公の呼び方：「[名前]」【浩之】、テーマ曲：「サザンウィンド」（PC版では固有のテーマ曲がなく、登場シーンでは「なんて愉快!」が使われていた）
主人公と同学年。西音寺女学園に通う、来栖川芹香の妹。風貌はよく似ているものの、芹香とは違い性格は至って活発で、格闘技全般が得意。成績も優秀で、なおかつそのことを鼻にかけないという何から何まで完璧な人物。一見正反対に見える姉妹だが本人達は物事や男性の好み等は一緒であるとし、大変仲が良く、常に互いを思いやっている。
エクストリームの全日本女子チャンピオンでもある。PC版では葵・芹香シナリオに登場するのみで攻略できなかったが、PS版以降ではシナリオが用意され、主人公と格闘技で勝負することとなる。
小学生のころは両親とともにニューヨークに住んでいて、芹香とは対照的に自由な生活を送っており、その頃に出会った家庭教師の男子高校生の影響から格闘技に目覚めたが、彼よりもテクニックをつけてしまったため、彼が離れてしまう原因になった。
PS版以降で、エクストリームの際の右手を前に出した構えや、エンディングでの箸の持ち手で、左利きであることが分かる。「Remember〜」では立場上、セリオと共に出番が多くなり、浩之たちが通う学校によく現れる。なお、姉の芹香との相違点は押しの強めな顔つきと、少し癖のある髪質である。

### サブキャラクター
佐藤 雅史（さとう まさし）
声：保志総一朗 / 杉浦那由多
誕生日：10月13日、星座：てんびん座、身長：165cm、年齢：16歳
主人公（藤田浩之）の幼馴染の友人。サッカー部に所属しており、成績も常に上位三十位に入る秀才で男女問わず人受けはよい。誰も攻略できない（バッドエンド）場合、「僕たちずっと友達だよね」と雅史の笑顔のシーンで終わる。現在は別居中の姉が一人いるほか、ハムスターを飼っている。『Remember〜』では、あかりに好意を抱いていること（あかりは気づいていたらしい）が判明し、あかりとマルチのことで自分の気持ちに正直になれない浩之との喧嘩を皮きりにあかりに告白するが想いは実らず、代わりに志保と行動するようになる。
なお、誕生日はドラマCD『To Heart Piece of Heart』にて判明、身長はアニメ版第1期の設定による。
千絵美（ちえみ）
主人公の友達、佐藤雅史の姉。昨年結婚し、お産のため雅史の家に戻ってきている。名前だけの登場のため、絵や声はない。
坂下 好恵（さかした よしえ）
声：今井由香
空手部の部長。葵と同じ中学で空手部の先輩に当たる。かわいがっていた葵が綾香に憧れて空手からエクストリームに転向したことを不愉快に思っており、葵シナリオで葵と対決することになる。『Remember〜』では、綾香と対峙するも敗北し、葵が綾香に勝利したことをきっかけに葵のことを認めた。また彼女の話によれば、琴音も一時期だが格闘をやっていたことが判明し、後に2人が仲良くなったこともきっかけにもなった。
HMX-13“セリオ”
声：根谷美智子 / 花咲心優
2月12日ロールアウト、星座：みずがめ座、身長：160cm、3サイズ：83/53/82
“マルチ”の競合作として開発された来栖川重工製のメイドロボット試作機でマルチの妹にあたる。「従来のメイドロボットの延長線上にある次期ハイエンド機」を目標に、衛星通信システムを活用したデータリンク機能「サテライトサービス」などを搭載した、機能面重視の高性能機種として開発されたため、感情表現機能は必要最小限しかインストールされておらず、“マルチ”とは正対する「あくまで機械」という印象を与えるためのキャラクターとして描かれている。基本的に綾香と行動を共にしている。『Remember〜』では、暴走し苦悩し続けるマルチを探しに行く際、彼女を「姉さん」と呼んだり、動かなくなったマルチを見て涙を流すなど姉である彼女を尊敬している節が見られる。
3サイズは綾香のデータより3cmずつ少ない。なお身長と3サイズについて、上記のデータは『げーむじん』に掲載されていたQ&Aの回答としてあげられた物であるが、アニメ（第1作）の設定では「身長：163cm、3サイズ：85/53/82」となっている。
セバスチャン / 長瀬 源四郎 （ながせ げんしろう）
声：大林隆之介（『Remember〜』のみ中嶋聡彦） / 拝真之介
テーマ曲：「セバスチャン」
来栖川家の執事。50年間来栖川家に仕えており、常にスーツと蝶ネクタイで決めている。「セバスチャン」の呼び名は芹香によってつけられたニックネームで、彼女を毎日送り迎えしている。髭をたくわえる壮年のロマンスグレイと紳士的なイメージだが、芹香に接触しようとする主人公を一喝して退けたり、時には実力行使で捻じ伏せる豪胆さを併せ持つ。しかし幼い頃から芹香を見守っているため、心中いつも一人でいる彼女を心配している。何か叫ぶ度に顔がアップになる。戦後の混乱期にストリートファイトに明け暮れていた所を芹香の祖父に拾われた過去を持つ。
長瀬 源五郎 （ながせ げんごろう）
声：大林隆之介（『Remember〜』のみ中嶋聡彦）
テーマ曲：「長瀬開発主任」
来栖川重工所属。マルチ・セリオの開発主任。ロボットを単に人間の道具として扱うことを嫌っており、試作機である彼女達に“心”を持たせた張本人。本編中では明らかにはされないが、セバスチャンこと長瀬源四郎の息子である。しかし、父の源四郎と違い、主人公に一喝などはしない、極めて穏やかな人当たりのよい人物である。なお、続編『ToHeart2』において、姫百合珊瑚がイルファたちの開発の協力者として「長瀬のおっちゃん」という名をあげており、それがこのキャラクターである可能性が高い（ただし、『ToHeart2』本編中には同一人物と確定する記述はなく、公式見解も発表されてはいない）。これを受けて、『Remember〜』では珊瑚と会話するシーンがあり、アニメ版『ToHeart2』では中嶋聡彦が声をあてる「長瀬」という人物が登場している（ただし、顔が下半分しか描かれていない）。
神岸 ひかり（かみぎし ひかり）
声：川澄綾子（アニメ第1期のみ星野千寿子） / 儀武ゆう子
神岸あかりの母親。料理教室と着物の着付けの先生。高校生の娘を持つ母親とは思えないほど若々しい。また、声もあかりとよく似ており、主人公ですら電話越しでは注意して聞かないと間違えるほどである。なお、ゲーム中では名前が出てこない。当初発表された名前は「神岸しおり」であったが、後に訂正されて現在の名前となった。アニメ第1期では顔も出てこず、エンディングでは「あかりの母」と表記されている。また、アニメ版「Remember〜」では第12話に一度だけ登場し、顔も出てきた。スタッフロールに名前は無いが、声は川澄綾子が兼ね役をした。
ジョージ 宮内（ジョージ みやうち）
声：桑原たけし / 前田弘喜
宮内レミィの父親。PS版以降のゲームにのみ登場。貿易会社の社長。性格は豪快で奔放。家ではいつもライフル（M1ガーランド）を持ち歩いており、話す時に相手に向ける。なお彼の名前については、上記のように表記する場合と「宮内ジョージ」のように苗字を先に表記する場合があるが、ここでは上記のように表記する。一般的には上記の表記の方がよく使われている（後述のシンディ宮内、マイケル宮内についても同様）。
宮内 あやめ（みやうち あやめ）
宮内レミィの母親。PS版以降のゲームにのみ登場。性格は物凄くおっとりしていてのんびり屋。
シンディ 宮内（シンディ みやうち）
声：園崎未恵
宮内レミィの姉。レミィの家族の中では唯一PC版にも登場している。性格は人当たりが良く穏やかだが、PS版以降にて極端な潔癖症であることが判明。
マイケル 宮内（マイケル みやうち）
宮内レミィの弟。PS版以降にのみ登場。普段は「マイケル」の愛称である「ミッキー」と呼ばれている。家の中でスケボーを乗り回すほどの腕白少年。なお、「ミッキー宮内」と表記されるケースもある。
雛山 良太（ひなやま りょうた）
声：田野恵
誕生日：4月29日、星座：おうし座、年齢：6歳（作品内の4月29日以降7歳）
雛山理緒の弟。腕白盛りの生意気な悪ガキだが、姉思いで、（不本意ながら）理緒を泣かせた主人公を退治しようと息巻く一面も見せる。
雛山 ひよこ（ひなやま ひよこ）
雛山理緒・良太の妹。PS版以降の作品内では理緒・良太のセリフ内でのみ存在を示唆されていたが、アニメ『〜Remember my Memories〜』のDVD第7巻の特典映像『Heart Fighters』にてその姿が披露された。
岡田（おかだ）、松本（まつもと）、吉井（よしい）
声：木村亜希子、星河舞、園崎未恵
主人公の2年生時のクラスメート。保科智子とは1年生の頃からのクラスメートであるが、保科の人を寄せ付けないクールな態度が気に入らずたびたび衝突したり、ときには保科のノートや教科書に落書きをするという、幼稚な手段を使う。保科を学級委員長に推薦した（というよりは押し付けた）のもこの3人。岡田は3人のリーダー格で強気な性格、松本はのんびりしていてまわりに流されやすい性格、吉井は比較的話が分かる性格。フルネームはゲームの公式設定ではない様だが、アニメ版の設定資料集では「岡田メグミ」、「松本リカ」、「吉井ユカリ」となっている。
鈴木 寛子（すずきひろこ）
神岸あかりの友人。体育の時間に足を怪我したあかりに肩を貸す。
矢島（やじま）
声：置鮎龍太郎
主人公の2年生時のクラスメート。髪型を変えた後の神岸あかりに惚れ、仲を取り持ってほしいと主人公に懇願してくる。スポーツ万能でルックスも良いため、女子から人気がある。
垣本（かきもと）
佐藤雅史のサッカー部の友人。来栖川綾香のファンでもある。
橋本
PC版にのみ登場。主人公の1年先輩にあたり、女子の間では評判の色男として知られ、長岡志保と交際をすることになるが、図書室で性的な行為に及ぼうとしたために主人公と志保に成敗されることとなる。PS版以降には登場しないが、作品内の投稿ラジオ番組『Heart to Heart』において、「はしもっち」というラジオネームで移植にあたり外されたことを愚痴っている。
広瀬 ゆかり
PC版にて、長岡志保が、泉南女子学院に芸能人がいると噂した新入生。実際に登場するわけではない。PS版以降では登場せず、代わりに同じシーンにて、Leaf作品の『WHITE ALBUM』のヒロインの1人である「緒方理奈」の名前が登場する。
辛島 美音子（からしま みねこ）
声：豊嶋真千子
PS版以降の作品内の投稿ラジオ番組『Heart to Heart』のパーソナリティ。ラジオを聴き続けると実際に主人公と出会うことになる。
内藤（ないとう） 長田（ながた）
PS版以降に登場した長岡志保の友人。学年では志保と3人揃って遊び人として名が知られているが、志保としては主人公や神岸あかりらと比べると付き合いにくさを感じているようである。名前だけの登場のため、絵や声はない。
藍原 瑞穂（あいはらみずほ）
声：後藤邑子
アニメのオリジナルキャラである。大学の学生で「感情プログラム」を作った張本人であるが、自宅に帰る途中で交通事故で亡くなった。

## ミニゲーム
PS版以降には、以下のミニゲームが追加されている。クリアー後のセーブデータを使用することで、タイトルメニューの『オプション』→『おまけ』に追加されてプレイでき、ハイスコアをセーブすることもできる。また、本編中でプレイできるものもある。
以下の『お嬢様は魔女』『Heart by Heart』『○△□×』は、PS、PS2版では本編中でゲーセンバトル（ゲームセンターでの対決）で、神岸あかり・長岡志保・佐藤雅史のいずれかを相手に選択して対戦という形でプレイできる。1回プレイすると『おまけ』に追加される。PSE版では最初から『おまけ』に追加されており、またWindowsのメニューから直接起動することも出来るが、本編中でプレイ出来なくなった（ゲーセンバトルに至るまでのシナリオは同じだが、「本気を出す」「普通にやる」などの選択肢が表示され、それで結果が決まるようになっている）。

### お嬢様は魔女
ジャンルは横スクロールのシューティングゲーム。箒に跨った来栖川芹香を操り、3種のショットとボム、ボタンを溜めて放つチャージショットを使い分けて敵を倒していく。弾の種類によって倒せる敵と倒せない敵がいる。一定時間内に連続で敵を倒すと得られる得点の倍率が上がるが、ショットの属性により攻撃が跳ね返す敵も存在するため、その都度使い分ける必要がある（逆に跳ね返させた跳弾を敵に当てることも出来る）。全3ステージで、ノーミスでクリアすると隠しボスとして来栖川綾香が出現する。チャージショットで敵の弾を打ち消すと得点を得られるアイテムが出現するなど、やりこみ度は高い。ゲーセンバトルでは、得点を競う形になる。

### Heart by Heart
ジャンルはアクションゲームで、システムはマリオブラザーズと共通する部分もある。敵の頭上を踏むか、床下から叩くことで気絶する。その状態の時にショットを撃ち画面内の敵を全て倒すのが目的となる。1人用では全30ステージをクリアするのが目的となり、2人用では協力して1人用と同様に全30ステージをクリアする「きょうりょく」と、相手プレイヤーを倒すことが目的となる「たいせん」が選べる。
プレイヤーキャラクターは以下から選択でき、キャラクターによってショットや移動能力に違いがある。
- 初期状態で使用可能 : 「神岸あかり」「長岡志保」「マルチ」「保科智子」「来栖川芹香」「宮内レミィ」「松原葵」「姫川琴音」
- 本編でそのキャラクターのエンディングを見ることで使用可能 : 「来栖川綾香」「雛山理緒」
- 「肩もみセリオ」（後述）でセリオの頭をなでると使用可能 : 「セリオ」
- 全キャラ使用可能な状態で隠しコマンドを入力する : 「真のヒロイン・琴音（真・琴音）」（ショットが画面中に16発出せ、移動性能が他キャラに比べ大幅にアップする。選択時には目が光り「真のヒロイン登場です」と言う）

本編中では先述のゲーセンバトルの他、志保のシナリオ中でも主人公と志保が二人協力プレイを行うシーンがある（この時はプレイヤーはプレイできず、経緯を文章上で読むのみとなる）。
Leafアミューズメントディスク『初音のないしょ!!』に収録されていたミニゲームを移植したもの（ただし、『初音のないしょ!!』収録版とは使用キャラや一部の操作などが異なる）。

### ○△□×（まるさんかくしかくばつ）
ジャンルは対戦型パズルゲーム（逆落ち物パズル）。下からせり上がって来る○・△・□・×・←・→ブロックを、ブロック置き場のブロックと交換して、同じブロックを3つ縦・横・斜め（難易度によっては斜めには消せなくなる）に揃えて消していく。最上段にブロックがある状態でせり上がると負けになる。消した時にブロックが落下するが、落ちた時にブロックが揃っていれば連鎖して消えていく。連鎖するほど高得点が得られるほか、2人プレイでは相手の陣地におじゃまブロックを降らせることができる。1人プレイではひたすら消して得点を競うが、2人プレイではいかに早くギブアップさせるかを競う。
各ブロックはPS、PS2のコントローラの各キーに対応しており、（←・→はそれぞれL1・R1キーに対応）フィールドの交換したいブロックにカーソルを合わせてキーを押すと、ブロック置き場にそのブロックがあれば交換することができる。
プレイヤーキャラクターは以下から選択でき、それぞれ固有の特殊能力を持つ。
| 名前   | 特殊能力                                                                 |
| ------ | ------------------------------------------------------------------------ |
| あかり | 特徴を持たないバランスキャラクター。                                     |
| レミィ | 相手に降らせるブロックの量が若干増える。                                 |
| マルチ | 下からせり上がって来るブロックの上昇速度が遅くなる。                     |
| 志保   | 下からせり上がって来るブロックが横に同じ色で出現する。                   |
| 葵     | 攻撃の際に相手から送られてくるブロックの影響を受けることがない。         |
| 琴音   | 画面端にカーソルが移動した時に方向キーを入力すると逆の画面端に移動する。 |
| 智子   | 下からせり上がって来るブロックが縦に同じ色で出現する。                   |
| 芹香   | ブロックのストック量が6個になる。                                        |

- 初期状態で使用可能：「神岸あかり」「長岡志保」「マルチ」「保科智子」「来栖川芹香」「宮内レミィ」「松原葵」「姫川琴音」
- 本編でそのキャラクターのエンディングを見ることで使用可能：「雛山理緒」
- 「肩もみセリオ」（後述）でセリオの頭をなでると使用可能：「セリオ」

なお、PSEでもブロックが全く同一で、キーボードのキーと対応が割り当てられているが、非常に分かりにくく混乱を招く。

### ウォーターサバイバル
ジャンルはガンシューティングゲーム。固定画面のあちこちから登場する志保を、水鉄砲で撃たれる前に撃つのが目的。時々雅史が出現し、彼を撃つとライフが減ってしまう。30秒経過するかライフ3つが全てなくなるとゲームオーバーで、志保を撃った数と残りライフで得点が出る。本編中の志保シナリオでプレイでき、結果はシナリオに影響しない。本編中でプレイすると『おまけ』に追加されてプレイできる。

### 肩もみマルチ
マルチが肩たたきや肩もみをし、それに連動してコントローラ（デュアルショック）の振動機能が作動して振動する。PSEでは振動機能（フォースフィードバック）を搭載したゲームパッドを使用しないと全く意味がない。本編でマルチのエンディングを見ると『おまけ』に追加されてプレイできる。

### 肩もみセリオ
上記の「肩もみマルチ」の肩をもむ役がセリオになったもの。マルチとはリアクションが異なり、また専用のCGも見ることが出来る。「肩もみマルチ」を5回プレイすると『おまけ』に追加されてプレイできる。

## スタッフ
Leaf伊丹（現：大阪）開発室による作品。
- シナリオ - 髙橋龍也、青紫（青村早紀）、原田宇陀児（PS版、PSE、PS2版）
- 原画 - 水無月徹、ラー・YOU（河田優）
- 音楽 - 石川真也、中上和英、下川直哉

## 主題歌
PC版オープニングテーマ「Brand-new Heart」
作詞 - NEKO / 作曲 - 中上和英 / 歌 - あっこ
PC版エンディングテーマ「あたらしい予感」
作詞 - NEKO / 作曲 - 下川直哉 / 歌 - あっこ
PS版、PSE、PS2、PSP版オープニングテーマ「Feeling Heart」
作詞 - 須谷尚子 / 作曲 - 下川直哉 / 歌 - 中司雅美
PS版、PSE、PS2、PSP版エンディングテーマ「それぞれの未来へ」
作詞 - 須谷尚子 / 作曲 - 中上和英 / 歌 - 中司雅美
リメイク版オープニングテーマ「Feeling Heart」
作詞 - 須谷尚子 / 作曲 - 下川直哉 / 編曲 - 下川直哉・松岡純也 / 歌 - YURiKA

## 反響・批評
本作のPlayStation版がリリースされた後、ビデオゲーム雑誌『ファミ通』において40点中30点を獲得した。『電撃G's magazine』は2007年に「読者が選ぶMY BESTギャルゲーランキング50」と題した人気投票企画を行っており、249のタイトルの中から本作『To Heart』は14票を獲得して19位にランクインした。
洋泉社が発行した『アニソンマガジン』のゲームソングレビュー集のなかでライターの前田久は、「Feeling Heart」について「シンセ主体のシンプルなアレンジで奏でられる美しいメロディーに、中司の落ち着いた歌声が絶妙にマッチしている」と肯定的な評価を与えている。
ライターの森瀬繚はアダルトゲーム雑誌「メガストア」に連載したコラムの中で、本作のヒロインの一人である保科 智子が「委員長」キャラクターのアーキタイプとなったと評している。
アダルトゲーム雑誌BugBugの2022年のアンケート「あなたが美少女ゲームにハマるきっかけになったタイトルは？」において、「To Heartシリーズ」が6位となった。

### マルチ

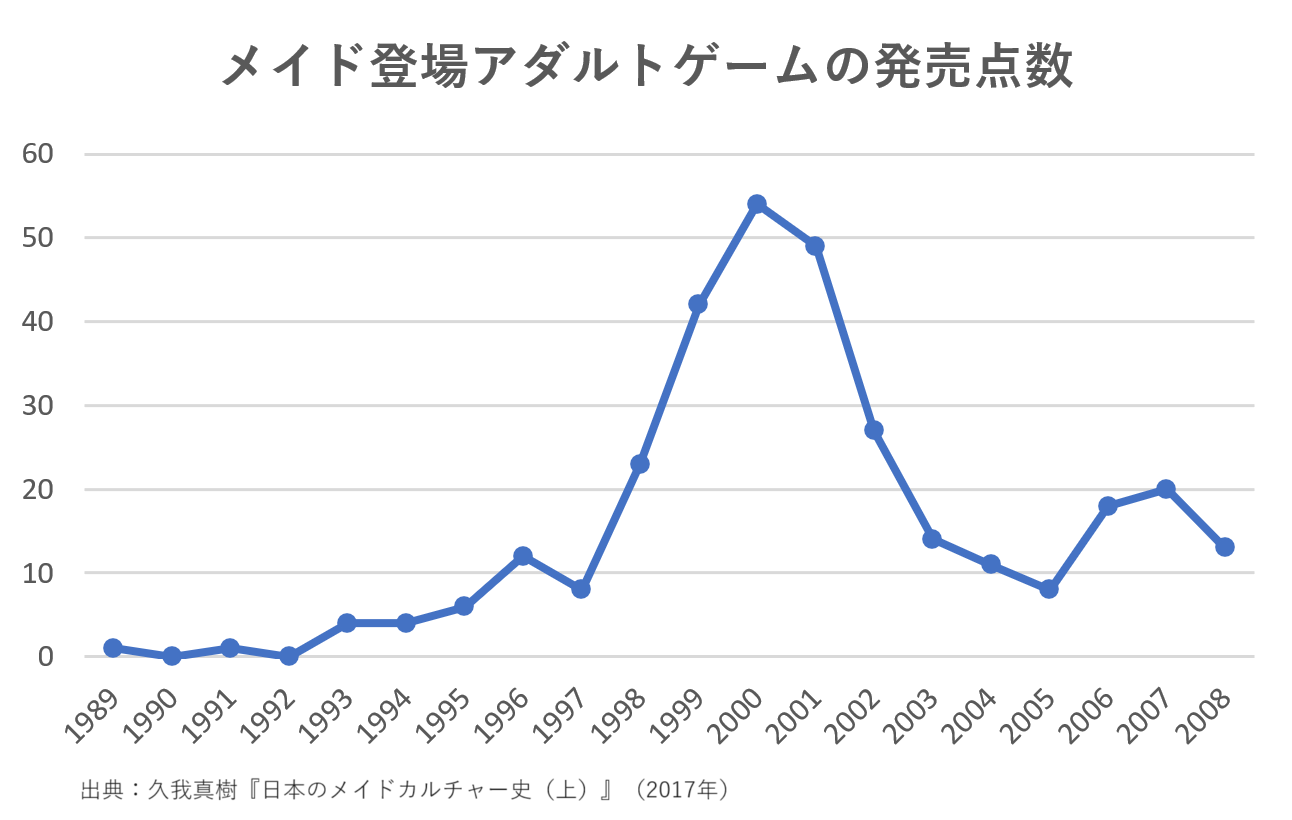
図4：メイド登場アダルトゲームの発売点数の推移（調査：『PC Angel』、森瀬繚）
----
アダルトゲームでは1996年以降、メイドブームが発生した。本作や『Piaキャロットへようこそ!!2』はその流れにある。

マルチは、人間のため健気に頑張るキャラクター造形が愛され、またクライマックスの別れと再会のシーンが感動を呼び、本作の一番人気のキャラクターとなった。マルチは、20世紀末において、オタク男性たちから絶大な支持を集めた。（本作は女性ユーザーも多数獲得し、コミックマーケットなどでも本作のキャラクターに扮する女性コスプレイヤーが増加した。マルチもコスプレの題材であった。）
ここ数年のオタク系文化でノベルゲームが果たしてきた役割はきわめて大きい。たとえば、『エヴァンゲリオン』以後、男性のオタクたちのあいだでもっとも影響力のあったキャラクターは、コミックやアニメの登場人物ではなく、おそらく『To Heart』のマルチである。—東浩紀『動物化するポストモダン』、112頁。
マルチは学生服姿で登場することが多く、メイドブーム期におけるメイド服デザインの拡散力という点において、本作は『Piaキャロットへようこそ!!2』には及ばなかった。しかしながら、『日本のメイドカルチャー史』（2017年）を著した久我真樹は、マルチのもたらした「家庭に住み込み、一緒に生活して面倒を見てくれる」メイドの概念が、その後のメイドブームを考える上で重要なものになっていると考察している。ライターの宮本直毅も、「ご主人様への奉仕」という接点でメイドとロボットを合成したメイドロボという設定が、やはりメイドものの流れを考察する上で大事なポイントを含んでいると述べている。久我・宮本は、メイドロボというアイデア自体はマルチの前にも存在していたとしている。その上で久我は、日常生活に溶け込むメイド像の先駆はマルチであったと判断しており、宮本も、メイドロボの火付け役はマルチであったとしている。さらに、ドジっ娘でもあったマルチは、メイドがドジをしても許されるようになったターニングポイントになったとも評されている。それ以前のメイドキャラクターというものは、例えば館ものなどでは、ミスをすれば主人から仕置きを受けるのが通例であった。マルチのドジっ娘像は、この構図からの脱却を果たさせるものでもあった。
マルチは同人誌、パロディ4コマ漫画などでもよく取り上げられ、他にも、後発の同類ゲームなどを始め、内容的にもビジネスモデル的にも（メディアミックス的展開、コンシューマー機への移植、アニメ化など）多大な影響を与えたとも言われる。

## アニメ作品
第1期
『ToHeart』のタイトルで1999年4月2日から同年6月25日まで放送された。PS版の発売に合わせたもので、オープニングテーマとムービー、声優陣が共通となっている。
キッズステーションではエンディングが川澄綾子の「Yell」だったが、第1話の初回放送1回目のみ、SPYの「Access」が使われた（2回目以降は「Yell」へ差し替えられた）。
ハーレムアニメに類する構成ではあるが恋愛よりも丁寧な日常描写を積み重ねることに作品の主軸が置かれており、一般的なハーレムに近い関係性は形成されていない。浩之に明確に好意を抱いているのはあかり、志保のみであり、浩之とあまり接点のないキャラクターや浩之以外の男性キャラクターに好意を抱いているキャラクターも存在する。また性的描写に関しては一切存在せずPS版とは大幅に異なるストーリーが展開された。
これは主人公と特定のヒロインの関係を進展させることが困難なギャルゲー原作物（ハーレムアニメ）の制約によるものでもあり、最終話で浩之とあかりがようやく互いの恋愛感情を確認するという結末を迎えることとなる。
2007年5月25日には、DVD-BOXとして再発売された。
第2期
『To Heart 〜Remember my Memories〜』のタイトルで2004年10月から同年12月の間、アニメ魂枠で放送された。アニメ第1期の続編ではなく、『ToHeart2』PS2版の発売に合わせてゲーム版『To Heart』からの橋渡しと位置づけられた作品であり、同作のキャラクターも一部登場している。キャラクターの設定も改変されており、レミィの帰国や雅史によるあかりへの告白などオリジナル展開が存在する。
物語は、ゲーム版『ToHeart』から1年後の学園が舞台。声優は同じだが、全スタッフが交代し、キャラクターデザインが原作ゲームに近いものとなった。また、他のLeaf作品の登場人物が所々で登場した（後述）。これらの理由のため、本作の回想シーンと第1期の該当シーンでは演出が異なり、矛盾する部分がある。
第6話における保科智子の発言により、本作の世界でも阪神・淡路大震災が起きていたらしいことが読み取れる。
日常描写を重視していたアニメ第1期とは異なり浩之、あかり、マルチの関係の推移に焦点を絞ったシリアス寄りのストーリー構成となっており、マルチとの再会で浩之とあかりの関係が次第に悪化していく様子が描かれている。最終話では、和解した浩之とあかりの前で眠りについていたマルチがようやく目覚めるという結末で終わっている。

### アニメ第2期のみの登場キャラクター
藍原瑞穂と長瀬祐介はLeafの過去作品『雫』にも登場しているが、その役どころは全く異なる。
HMX-11“フィール”
声 - 田上由希子
第8話で登場。来栖川重工製のメイドロボット試作機。型番はHMX-11。メイドロボットに感情を持たせるための試作機として作られるが、ソフトウェアが重すぎて起動しなかった。このため、製品版のHM-11に感情機能は搭載されていない。容姿は『雫』に登場した太田香奈子に酷似している。
藍原 瑞穂（あいはら みずほ）
声 - 後藤邑子
第8話で登場。来栖大学でHMX-11の感情プログラムを作っていたが、前方不注意の車に轢かれて事故死したため、計画は中断された。
長瀬 祐介（ながせ ゆうすけ）
声 - 野島裕史
第9話で登場。長瀬源五郎の甥で画家。やや無愛想。藍原瑞穂と交際していた。
また、上記の面々以外にも第8話と第13話で『ToHeart2』の姫百合珊瑚（声：石塚さより）と姫百合瑠璃（声：吉田小南美）が登場した。ただし、瑠璃は第8話では全く台詞がなく、第13話では逆に台詞はあるが姿が登場していない。また、エンディングクレジットには声優名のみが表記され、役名は表記されなかった。
DVDの特典映像『Heart Fighters』の第7話では、柚原このみ（声：落合祐里香）が登場した。こちらは、エンディングクレジットに役名も表記されていたが、予告では「X」と表記されていた。

### スタッフ（アニメ）
|                                 | 第1期                                                              | 第2期                                                                        |
| ------------------------------- | ------------------------------------------------------------------ | ---------------------------------------------------------------------------- |
| 原作                            | AQUAPLUS                                                           | AQUAPLUS                                                                     |
| 企画                            | 下川直哉                                                           | 下川直哉                                                                     |
| 企画                            | 仁平幸男                                                           | 福井政文、及川武、川村明廣 松江正俊、酒匂暢彦、中村直樹 奥野敏聡             |
| 企画協力                        | AQUAPLUS、メディアワークス アートプレスト、ティーアイ東京 蝦名雅人 | -                                                                            |
| 監督                            | 高橋ナオヒト                                                       | 元永慶太郎                                                                   |
| シナリオ監修                    | 高橋龍也                                                           | -                                                                            |
| シリーズ構成                    | 山口宏                                                             | -                                                                            |
| 脚本                            | 山口宏、藤田伸三                                                   | 叶希一                                                                       |
| キャラクター原案 監修           | 水無月徹                                                           | -                                                                            |
| キャラクターデザイン 総作画監督 | 千羽由利子                                                         | 平山まどか                                                                   |
| 小物デザイン 総作画監督補佐     | -                                                                  | 堀井久美                                                                     |
| 美術監督                        | 小林七郎、高橋久嘉                                                 | 前田実                                                                       |
| 色彩設計                        | 渡辺亜紀                                                           | 花尻和子                                                                     |
| 撮影監督                        | 沖野雅英                                                           | 田中浩介                                                                     |
| 編集                            | 辺見俊夫                                                           | 田熊純                                                                       |
| 音響監督                        | 渡辺淳                                                             | 明田川仁                                                                     |
| 音響プロデューサー              | 飯塚康一                                                           | -                                                                            |
| 音響制作                        | ケイエスエス                                                       | フロンティアワークス                                                         |
| 音楽                            | 和田薫                                                             | 長岡成貢                                                                     |
| 音楽プロデューサー              | 横山光則                                                           | 吉川明                                                                       |
| アカウント エグゼクティブ       | 小河信夫、村田昌志                                                 | -                                                                            |
| チーフプロデューサー            | 浅賀孝郎、奥野敏聡                                                 | -                                                                            |
| プロデューサー                  | 岩川広司、神田修吉、寺崎孝                                         | 畑中利雄、中村誠、高山智子 水上高志、望月雄太郎、武智恒雄 土橋哲也、芝原靖史 |
| アニメーション プロデューサー   | 和崎伸之                                                           | 渡辺欽哉、黄樹弐悠                                                           |
| アニメーション制作              | オー・エル・エム（第1期） OLM（第2期）                             | オー・エル・エム（第1期） OLM（第2期）                                       |
| アニメーション制作              | -                                                                  | AIC A.S.T.A.                                                                 |
| 製作                            | ケイエスエス                                                       | THR Works                                                                    |

### 主題歌（アニメ）
第1期
オープニングテーマ「Feeling Heart」
作詞 - 須谷尚子 / 作曲・編曲 - 下川直哉 / 歌 - 中司雅美
エンディングテーマ「Access」
作詞 - KAZUYO / 作曲 - 長部正和 / 編曲 - HIRO / 歌 - SPY
エンディングテーマ「Yell」
作詞 - 六ッ見純代 / 作曲 - 前田克樹 / 編曲 - 坂本昌之 / 歌 - 川澄綾子
新潟放送とキッズステーション、パッケージメディアでのみ使用。
第2期
オープニングテーマ「大好きだよ（Into Your Heart）」
作詞・作曲・編曲 - ジョー・リノイエ / 歌 - 谷咲ナオミ
全話に挿入歌としても使われていた。
エンディングテーマ「それぞれの未来へ」
作詞 - 須谷尚子 / 作曲 - 中上和英 / 編曲 - 松岡純也 / 歌 - 池田春菜
PS版に使われた同曲のアレンジバージョン。

### 各話リスト
| 話数 | サブタイトル   | 脚本     | 絵コンテ     | 演出                  | 作画監督            | 放送日        |
| ---- | -------------- | -------- | ------------ | --------------------- | ------------------- | ------------- |
| 1    | 新しい朝       | 山口宏   | 高橋ナオヒト | 高橋ナオヒト          | 千羽由利子          | 1999年 4月2日 |
| 2    | 放課後の出来事 | 山口宏   | 横田和       | 大町繁                | 小林勝利            | 4月9日        |
| 3    | 陽だまりの中   | 藤田伸三 | 岩崎良明     | 村田和也              | 伊藤岳史            | 4月16日       |
| 4    | 輝きの瞬間     | 山口宏   | 高本宣弘     | 深沢幸司              | 千羽由利子          | 4月23日       |
| 5    | 青い空の下で   | 山口宏   | 村田和也     | 村田和也              | 斉藤英子            | 4月30日       |
| 6    | 憧れ           | 山口宏   | 横田和       | 大町繁                | 小林勝利            | 5月7日        |
| 7    | 揺れるまなざし | 藤田伸三 | 深沢幸司     | 木宮しげる            | 平石素子            | 5月14日       |
| 8    | おだやかな時刻 | 藤田伸三 | 深沢幸司     | 深沢幸司              | 沢田正人            | 5月21日       |
| 9    | 心の在り処     | 山口宏   | 岩崎良明     | 村田和也              | 斉藤英子            | 5月28日       |
| 10   | 夢見る笑顔     | 藤田伸三 | 村田和也     | 村田和也              | 斉藤英子 千羽由利子 | 6月4日        |
| 11   | ぬくもりの瞳   | 山口宏   | 深沢幸司     | 深沢幸司              | 斉藤英子 千羽由利子 | 6月11日       |
| 12   | 想いの季節     | 藤田伸三 | 高橋ナオヒト | 村田和也              | 斉藤英子 千羽由利子 | 6月18日       |
| 13   | 雪の降る日     | 山口宏   | 高橋ナオヒト | 高橋ナオヒト 深沢幸司 | 斉藤英子 千羽由利子 | 6月25日       |

| 話数 | サブタイトル           | 絵コンテ          | 演出       | 作画監督                |
| ---- | ---------------------- | ----------------- | ---------- | ----------------------- |
| 1    | 新しい予感             | 元永慶太郎        | 元永慶太郎 | 平山まどか              |
| 2    | 昔と、今と             | ワタナベシンイチ  | 秋田谷典昭 | 田中壽之                |
| 3    | そして、君は           | 中山岳洋          | 久城りおん | 堀井久美                |
| 4    | 強さと、優しさ         | 谷田部勝義        | 谷田部勝義 | 桜井木ノ実 ひのたかふみ |
| 5    | 越えるべき壁           | 中村主水 椛島洋介 | 椛島洋介   | 青山まさのり            |
| 6    | 思い出の街、思い出の人 | 別所誠人          | 粟井重紀   | 三崎雅也                |
| 7    | 一人の願い、二人の夢   | 吉田英俊          | 秋田谷典昭 | 田中壽之                |
| 8    | ロボットの夢           | 川島宏            | 福本潔     | 飯飼一幸 椛島洋介       |
| 9    | すれ違う心             | 別所誠人          | 元永慶太郎 | 大坪幸麿                |
| 10   | 長い夜                 | ワタナベシンイチ  | 長村伸治   | 吉野真一 青山まさのり   |
| 11   | 理解りあうために       | 吉田英俊          | 政木伸一   | 田中壽之                |
| 12   | わたしの、居場所       | 福本潔            | 石倉賢一   | 西尾公伯                |
| 13   | それぞれの未来へ       | 別所誠人          | 秋田谷典昭 | 平山まどか 堀井久美     |

### 放送局
| 放送期間               | 放送時間                     | 放送局             | 対象地域・備考                       |
| ---------------------- | ---------------------------- | ------------------ | ------------------------------------ |
| 1999年4月3日 - 6月26日 | 金曜 0:35 - 1:05（木曜深夜） | サンテレビ         | 兵庫県                               |
|                        | 金曜 1:30 - 2:00（木曜深夜） | テレビ北海道       | 北海道                               |
| 1999年4月4日 - 6月27日 | 日曜 1:40 - 2:10（土曜深夜） | 広島ホームテレビ   | 広島県                               |
|                        | 日曜 1:55 - 2:25（土曜深夜） | 新潟放送           | 新潟県                               |
| 1999年4月5日 - 6月28日 | 月曜 0:00 - 0:30（日曜深夜） | テレビ埼玉         | 埼玉県                               |
|                        | 月曜 0:30 - 1:00（日曜深夜） | 千葉テレビ         | 千葉県                               |
| 1999年4月6日 - 6月29日 | 火曜 0:00 - 0:30（月曜深夜） | テレビ神奈川       | 神奈川県                             |
|                        | 火曜 1:35 - 2:05（月曜深夜） | TVQ九州放送        | 福岡県                               |
| 1999年4月7日 - 6月30日 | 水曜 1:30 - 2:00（火曜深夜） | 静岡放送           | 静岡県                               |
|                        | 水曜 23:30 - 翌0:00          | KBS京都            | 京都府                               |
| 1999年4月13日 - 7月6日 | 火曜 2:00 - 2:30（月曜深夜） | テレビ愛知         | 愛知県                               |
|                        | 火曜 23:00 - 23:30           | キッズステーション | 日本全域 / CS放送 / リピート放送あり |

| 放送期間                       | 放送時間                     | 放送局                      | 対象地域・備考                       |
| ------------------------------ | ---------------------------- | --------------------------- | ------------------------------------ |
| 2004年10月2日 - 12月25日       | 土曜 10:00 - 10:30           | AT-X                        | 日本全域 / CS放送 / リピート放送あり |
| 2004年10月4日 - 12月27日       | 月曜 1:00 - 1:30（日曜深夜） | 群馬テレビ                  | 群馬県                               |
| 2004年10月8日 - 12月31日       | 金曜 23:30 - 翌0:00          | tvk                         | 神奈川県                             |
| 2004年10月9日 - 2005年1月1日   | 土曜 1:25 - 1:55（金曜深夜） | KBS京都                     | 京都府                               |
| 2004年10月12日 - 2015年1月3日  | 火曜 2:00 - 2:30（月曜深夜） | BS朝日                      | 日本全域 / BS放送                    |
| 2004年10月15日 - 2005年1月7日  | 金曜 1:00 - 1:30（木曜深夜） | 東京MXテレビ（現 TOKYO MX） | 東京都                               |
| 2004年10月16日 - 2005年1月8日  | 土曜 2:00 - 2:30（金曜深夜） | 信越放送                    | 長野県                               |
| 2004年10月22日 - 2005年1月14日 | 金曜 0:25 - 0:55（木曜深夜） | 奈良テレビ                  | 奈良県                               |
| 2004年10月26日 - 2005年1月18日 | 火曜 2:20 - 2:50（月曜深夜） | 熊本放送                    | 熊本県                               |

| アニメ魂                                 | アニメ魂                          | アニメ魂       |
| 前番組                                   | 番組名                            | 次番組         |
| ---------------------------------------- | --------------------------------- | -------------- |
| 月は東に日は西に 〜Operation Sanctuary〜 | To Heart 〜Remember my Memories〜 | まじかるカナン |

### 映像特典
第1期DVD収録の映像特典。短編アニメは第2巻より収録。
- 第1巻 - 新春新人シャンソン・ショー?（対談）
- 第2巻 - いつもの朝（アニメ）／どっちがお好き?（対談）
- 第3巻 - Private Room（アニメ）
- 第4巻 - 時には一緒に。（アニメ）
- 第5巻 - MONSTER SHOCK（アニメ）
- 第6巻 - ちょっと…イイ話（アニメ）
- 第7巻 - 今日は僕らのクラスは全員出席だ（アニメ）

### Heart Fighters
第2期DVD映像特典。各巻1話収録、全7話。アニメ第2期の登場人物同士が対決するという内容で、『聖闘士星矢』や『仮面ライダー剣』などのパロディや、巨大ロボットまで登場している。最終戦のXのみ『ToHeart2』からの客演。
対戦カード
- 第1戦「智子vsレミィ」
- 第2戦「志保vs理緒」
- 第3戦「葵vs綾香」
- 第4戦「琴音vs芹香」
- 第5戦「セリオvsマルチ」
- 第6戦「マルチvsあかり」
- 最終戦「あかりvsX」

## ラジオ
PS版の販促のためラジオ大阪（1998年4月11日 - 10月3日）、文化放送（1998年4月10日 - 10月2日）にて豊嶋真千子による『To Heart』のラジオ番組を放送。番組終了後も後番組の『豊嶋真千子Earthly Paradise』にて作品情報の提供、およびラジオドラマ『To Heart Piece of Heart』の放送を行っている。

## 関連作品

### コミック
To Heart
コミック電撃大王に1997年10月号から1999年12月号まで連載。作画：高雄右京
電撃コミックス 発行：メディアワークス 発売：角川書店（初版第1巻のみ主婦の友社）
1. 1998年9月15日初版 ISBN 4-8402-0978-2
2. 1999年6月15日初版 ISBN 4-8402-1221-X
3. 2000年2月15日初版 ISBN 4-8402-1460-3

ToHeart 〜Remember my Memories〜
同名のアニメを基にしたコミカライズ。月刊コミック電撃大王に2004年11月号から2005年7月号まで連載。作画：高雄右京
電撃コミックス 2005年8月15日初版 ISBN 4-8402-3137-0 発行：メディアワークス 発売：角川書店

### コミックアンソロジー
『To Heart』のコミックアンソロジーは、PS版発売後まもなくスタジオDNA（現：一迅社）とエニックス（現：スクウェア・エニックス）とT2出版の3社より出版された。スタジオDNA版は続編『ToHeart2』が出てからも刊行され、30巻まで続いた。それから数年遅れてラポートや宙出版からも出版された。
- スタジオDNA （コミックアンソロジーVol.30のみ一迅社となってから刊行）
  - To Heart コミックアンソロジー 全30巻
  - To Heart 4コマKings 全2巻
- エニックス
  - エニックススーパーコミック劇場 To Heart 全5巻
  - To Heart 4コママンガ劇場 全7巻
  - To Heart ポストカードギャラリー 全2巻
- ラポート
  - ゲームコミック To Heart 全2巻
- 宙出版
  - ツインハートコミックス To Heart 全3巻
  - ツインハートコミックス トゥハートメモリーズ
  - おおぞら笑コミックス To Heart 〜Remember my Memories〜
- T2出版
  - To Heart アンソロジー
  - To Heart アンソロジー MAX
  - To Heart アンソロジー +α

### ドラマCD
To Heart Piece of Heart
セリオと、クラスメートの田沢圭子の心の交流を描いた話。本編では描かれなかったセリオの心情が描かれている。
「To Heart Piece of Heart」にのみ登場のキャラクター
田沢 圭子（たざわ けいこ）
声 - 南央美
西音寺女学院1年C組の生徒で、セリオのクラスメート。クラスの中で一番小さく、ドングリ目と低い鼻と大きい耳を気にしている。佐藤雅史に惚れており、雅史とセリオが一緒にいた所（藤田浩之、神岸あかり、長岡志保、来栖川綾香も一緒だったが）に居合わせ、それを目撃したセリオにそのことを聞かれたことをきっかけに、セリオに雅史と話が出来ないか持ち掛ける。
- 初回版 - 発売：ケイエスエス 販売：パイオニアLDC
- 再発版 - 発売：フィックスレコード 販売：キングレコード KICA-5051

アンソロジードラマCD ToHeart 〜Remember my Memories〜 Vol.1「雨月山の鬼退治」
「ToHeart 〜Remember my Memories〜」を基にした話。ストーリーはギャグの要素が強く、Leafの過去作品の「痕」のパロディを盛り込んでいる。なお、Vol.1と銘打ってはいるが、Vol.2は発売されていない。
発売：フロンティアワークス 販売：ジェネオンエンタテインメント FCCM-0055

### CD

#### ゲーム関連
全て 発売元：フィックスレコード、販売元：キングレコード
Feeling Heart
PS版及びテレビアニメ版OPテーマ『Feeling Heart』とPS版EDテーマ『それぞれの未来へ』を収録したシングル。
To Heart オリジナル・サウンドトラック
サウンドトラック。PC版とPS版が存在する。
HEART SESSION
作中BGMのバンドアレンジ曲を収録したアルバム。
Leaf VOCAL COLLECTION Vol.1
To Heartと『WHITE ALBUM』、『PC版こみっくパーティー』のボーカル曲を収録したアルバム。PC版OPテーマ『Brand-New Heart』、EDテーマ『あたらしい予感』、PS版OPテーマ『Feeling Heart』、EDテーマ『それぞれの未来へ』と、神岸あかりのテーマ曲『あなたの横顔』に歌詞をつけたバージョン（歌：美崎しのぶ）を収録。なお、『Brand-New Heart』、『あたらしい予感』、『Feeling Heart』はロングバージョンを収録しており、『Brand-New Heart』、『あたらしい予感』は美崎しのぶが歌っている。
雨
中司雅美のアルバム。PS版OPテーマ『Feeling Heart』とEDテーマ『それぞれの未来へ』のアレンジバージョンを収録。
POWDER SNOW
『WHITE ALBUM』のEDテーマの英語バージョンを収録したマキシシングル。C/Wとして、PC版EDテーマの英語バージョン『I Believe 〜あたらしい予感〜』を収録している。
Leaf Piano Collection Vol.1
To Heartと、『雫』、『痕』、『WHITE ALBUM』、『こみっくパーティー』、『まじかる☆アンティーク』の歌やBGMのピアノアレンジ曲を収録したアルバム。
AQUAPLUS VOCAL COLLECTION VOL.1
『Leaf VOCAL COLLECTION Vol.1』の再発。
AQUAPLUS VOCAL COLLECTION VOL.2
『まじかる☆アンティーク』、『PC版うたわれるもの』、『DC版こみっくパーティー』、『誰彼』のボーカル曲および、PC版EDテーマの英語バージョン『I Believe 〜あたらしい予感〜』を収録したアルバム。
Leaf製作のインディーズCD『Leaf VOCAL COLLECTION VOL.2』の一般向け再発版。
Pure -AQUAPLUS LEGEND OF ACOUSTICS-
本作と『WHITE ALBUM』『うたわれるもの』『Tears To Tiara』『ToHeart2』『鎖 -クサリ-』の歌やBGMの、Elements Gardenのメンバーによるアコースティックアレンジアルバム。
これ以外にも、Leaf製作によるインディーズのサウンドトラックやアレンジアルバムがあるが、ここでは省略する。

#### アニメ関連
Access
発売：バンダイ・ミュージックエンタテインメント
TVアニメ（第1作）EDテーマ『Access』を収録したシングル。C/Wは『Dreams Come ture』。
To Heart アニメーション・サウンドトラック
発売元：フィックスレコード、販売元：キングレコード
TVアニメ（第1作）のサウンドトラック。
大好きだよ（Into Your Heart）
発売元・販売元：フロンティアワークス、販売協力：ジェネオンエンタテインメント
『Remember〜』のOPテーマ『大好きだよ（Into Your Heart）』とEDテーマ『それぞれの未来へ』を収録したマキシシングル。
TVアニメーション「ToHeart 〜Remember my memories〜」サウンドトラック&イメージソング
発売元・販売元：フロンティアワークス、販売協力：ジェネオンエンタテインメント
『Remember〜』のサウンドトラック。川澄綾子の歌うイメージソング『ONE&ONLY』も収録している。
AQUAPLUS VOCAL COLLECTION VOL.4
発売元：フィックスレコード、販売元：キングレコード
『Remember〜』と、『ToHeart2』、『雫（リニューアル版）』、『アルルゥとあそぼ!!』、『こみっくパーティーRevolution』のボーカル曲を集めたアルバム。OPテーマ『大好きだよ（Into Your Heart）』とEDテーマ『それぞれの未来へ』を収録。

### 小説
To Heart マルチ、がんばりますっ!
本編のマルチのシナリオを基にしたノベライズ。著 : 伊達将範。
電撃G's文庫 1998年9月25日初版 ISBN 4-8402-0966-9 発行：メディアワークス 発売：角川書店
ToHeart アンソロジーノベル
著：新井輝、あすか正太、武乃忍、氷上慧一。短編を4話収録。
ファミ通文庫 2004年11月1日初版 ISBN 4-7577-2039-4 発行：エンターブレイン

### ゲーム
おでかけマルチ
マルチをメインキャラクターにした育成ゲーム。P/ECE対応。
AQUAPAZZA -AQUAPLUS DREAM MATCH-（アクアパッツァ アクアプラスドリームマッチ）
プレイヤーキャラクターとしてマルチ、サポートキャラクターとして来栖川芹香が参戦。アーケードとPlayStation 3。
ToHeartハートフルパーティ
ToHeartシリーズのキャラクターが登場するソーシャルゲーム。『2』のキャラクターが多く登場するが、今作のヒロインも登場する。イラストは描きおろし。
当初の共同運営先はインデックス（旧法人）であったが、インデックスの民事再生手続に伴い2013年11月1日にインデックス（旧：セガドリーム）へ移管され、2014年5月1日にサミーネットワークスの子会社であるバタフライへ三度移管された。2015年3月27日にてサービス提供が終了した。